# Молчаны (Речицкий район)
Молчаны (бел. Маўчаны) — деревня в Пересвятовском сельсовете Речицкого района Гомельской области Белоруссии.

## География

### Расположение
В 16 км на юго-запад от Речицы, 9 км от железнодорожной станции Демехи (на линии Гомель — Калинковичи), 67 км от Гомеля.

## Транспортная сеть
Рядом автодорога Калинковичи — Гомель.

## История
По письменным источникам известна с XIX века как селение в Ровенскослободской волости Речицкого уезда Минской губернии. В 1879 году обозначена в Солтановском церковном приходе. Согласно переписи 1897 года действовал хлебозапасный магазин.
С 8 декабря 1926 года до 30 декабря 1927 года центр Молчановского сельсовета. В 1931 году организован колхоз. 46 жителей погибли на фронтах Великой Отечественной войны. В 1965 году около деревни началась промышленная добыча нефти. Согласно переписи 1959 года в составе совхоза «10 лет Октября» (центр — деревня Пересвятое). Планировка состоит из чуть изогнутой широтной улицы, застроенной двусторонне деревянными усадьбами.

## Население

### Численность
- 2004 год — 51 хозяйство, 83 жителя.

### Динамика
- 1850 год — 21 двор.
- 1897 год — 56 дворов 461 житель (согласно переписи).
- 1908 год — 72 двора, 567 жителей.
- 1930 год — 93 двора, 452 жителя.
- 1959 год — 436 жителей (согласно переписи).
- 2004 год — 51 хозяйство, 83 жителя.